# Mutterkreuz

Mutterkreuz der 1. Stufe in Gold

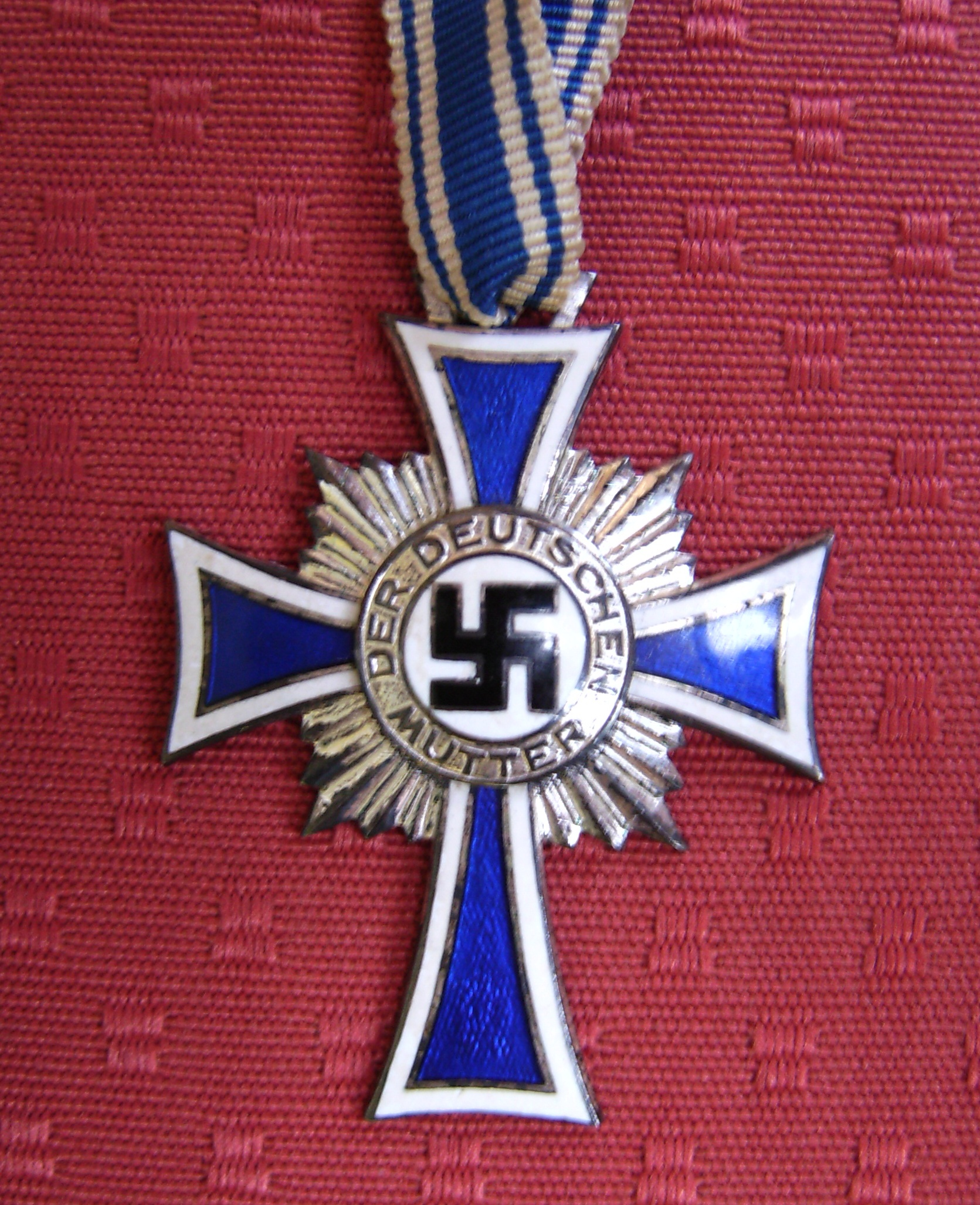
Mutterkreuz der 2. Stufe in Silber

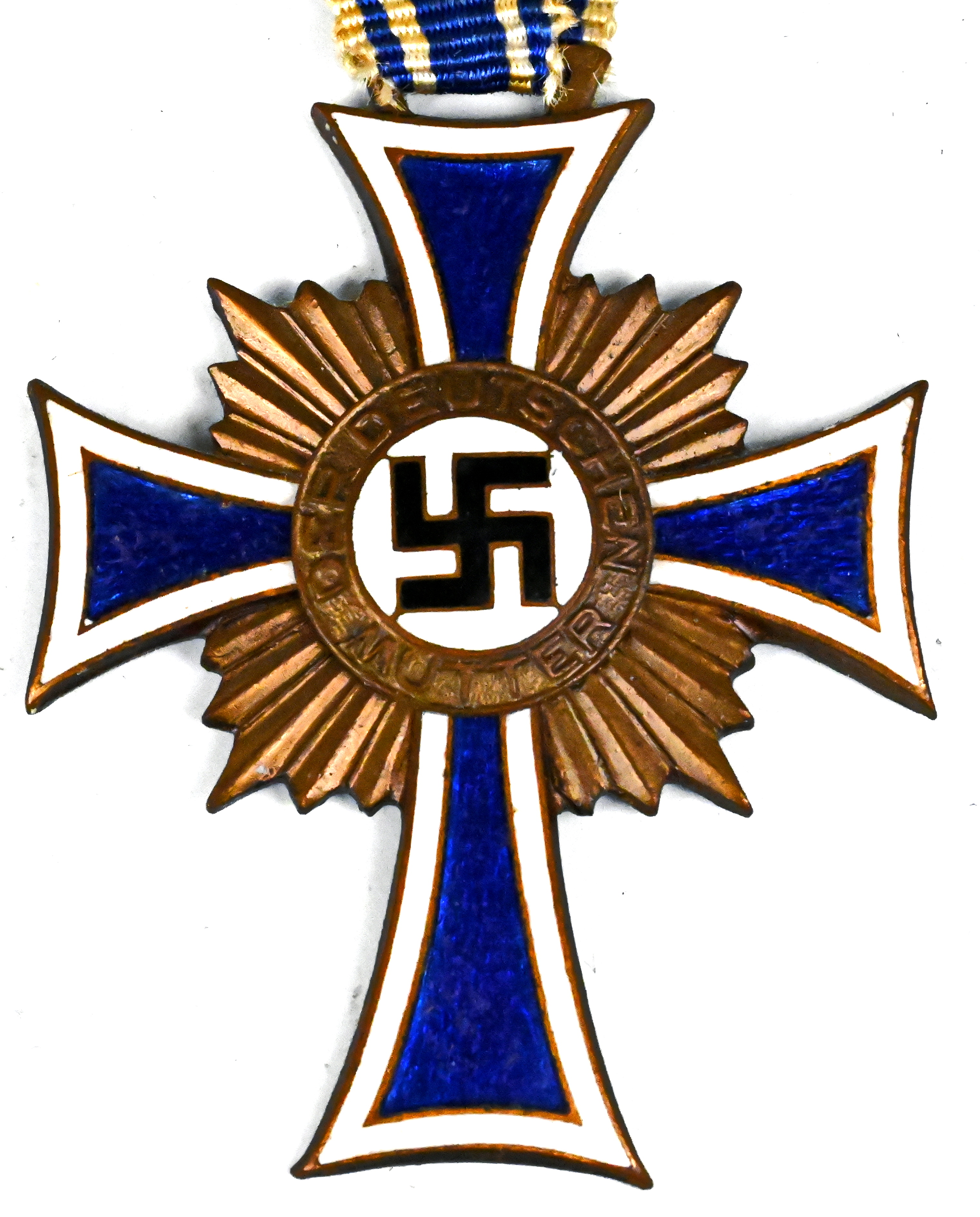
Mutterkreuz der 3. Stufe in Bronze

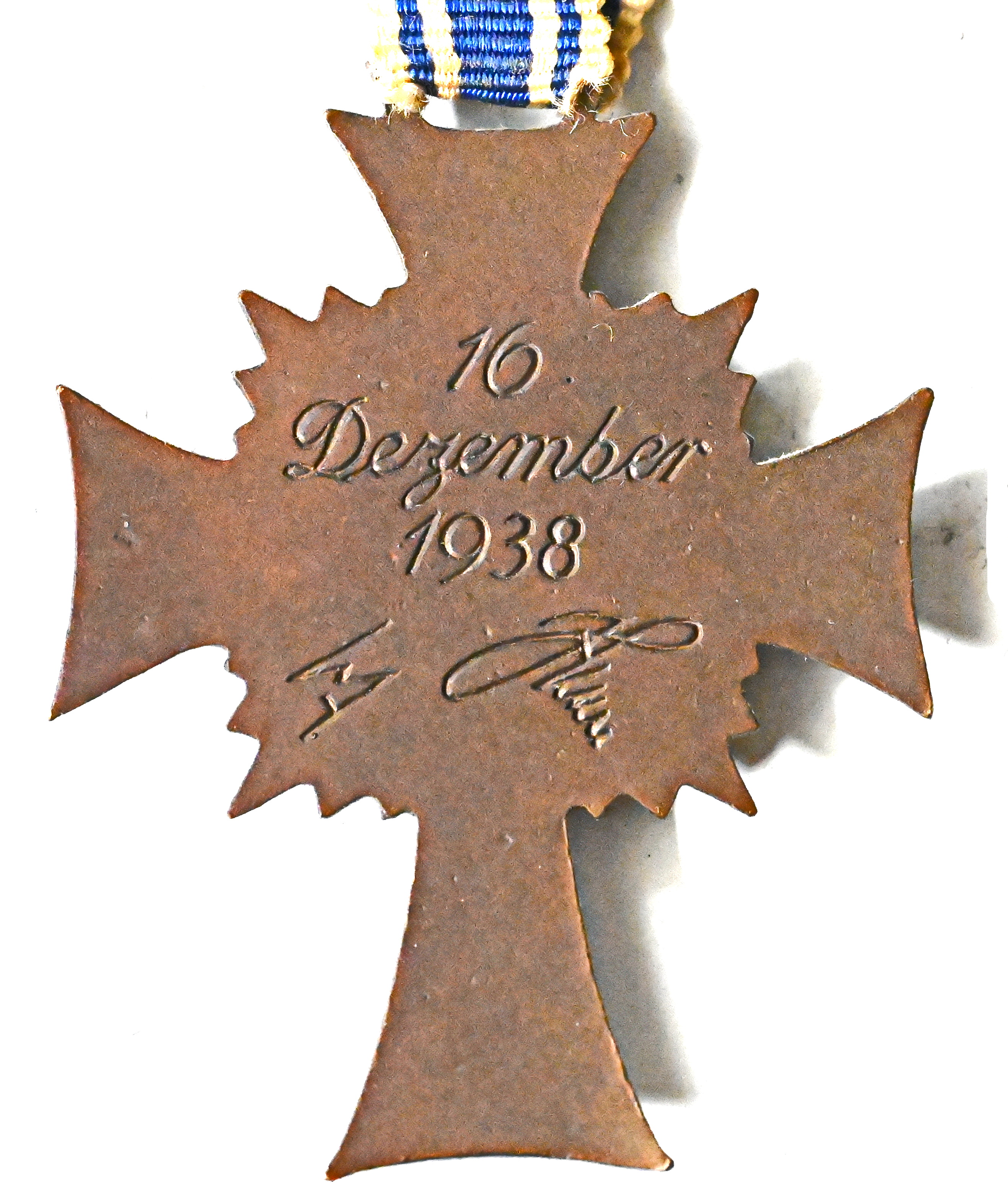
Mutterkreuz in Bronze – Rückseite

Das Ehrenkreuz der Deutschen Mutter, kurz Mutterkreuz, wurde am 16. Dezember 1938 per Verordnung von Adolf Hitler gestiftet. Der Entwurf des Ehrenkreuzes stammt von Franz Berberich. Die Eingangsworte dieser Verordnung lauteten: „Als sichtbares Zeichen des Dankes des Deutschen Volkes an kinderreiche Mütter stifte ich das Ehrenkreuz der Deutschen Mutter.“ Die weiteren Verfahrensregeln wurden in der gleichnamigen Satzung veröffentlicht. Im Volksmund wurde der Orden auch „Karnickelkreuz“ genannt.
Das Abzeichen zählt in der Bundesrepublik Deutschland zu den verfassungsfeindlichen Propagandamitteln.

## Vorgeschichte
Die nationalsozialistische Frauenpolitik zeichnete sich durch eine breite organisatorische Erfassung und politische Integration der Frauen in den Staat aus. 1939 gehörten 12 Millionen Frauen mindestens einem der zahlreichen NS-Verbände an. Sie wurden instrumentalisiert, um durch sozialfürsorgerische Maßnahmen das Ansehen der NSDAP zu erhöhen und durch Arbeitseinsätze die wirtschaftliche Kraft des Staates zu steigern. Der Muttertag wurde durch Adolf Hitler am 3. Maisonntag des Jahres 1934 offiziell als Feiertag eingeführt. Um die weibliche Benachteiligung weiterhin zu mindern, aber auch die Gebärfreudigkeit zu steigern und aufzuzeigen, „wie wichtig ihr Beitrag, den sie in Form von Kindern erbrachten, für das Reich war“, wurde das Mutterkreuz im Jahre 1938 in der Vorbereitungsphase des Zweiten Weltkriegs gestiftet. Eine ähnliche Praxis war bereits in Frankreich durch die Vergabe der Médaille de la Famille française üblich. Diese Ehrung der französischen Mutter besteht bis heute fort.

## Satzungsinhalt

### Zweck des Ehrenkreuzes
Das Ehrenkreuz der Deutschen Mutter war eine Auszeichnung für Verdienste deutscher Mütter um das Deutsche Volk.

### Voraussetzungen für die Verleihung
Die Voraussetzungen zur Verleihung des Ehrenkreuzes der Mutter entsprachen der NS-Ideologie. Demnach konnte eine Frau nur dann das Mutterkreuz erhalten, wenn:
- a) die Eltern der Kinder „deutschblütig“ und „erbtüchtig“ waren,
- b) die Mutter der Auszeichnung würdig war (das heißt „erbgesund“, „anständig“[5] und „sittlich einwandfrei“)[3],
- c) die Kinder lebend geboren worden waren.[6]

### Einteilung des Ehrenkreuzes
Die Einteilung des Ehrenkreuzes folgte den damaligen Ordensstatuten und war dreistufig angelegt. So konnte die Mutter die:
- dritte Stufe („Bronze“) erhalten, wenn sie vier oder fünf Kinder hatte,
- zweite Stufe („Silber“) erhalten, wenn sie sechs oder sieben Kinder hatte,
- erste Stufe („Gold“) erhalten, wenn sie acht oder mehr Kinder hatte.[7]

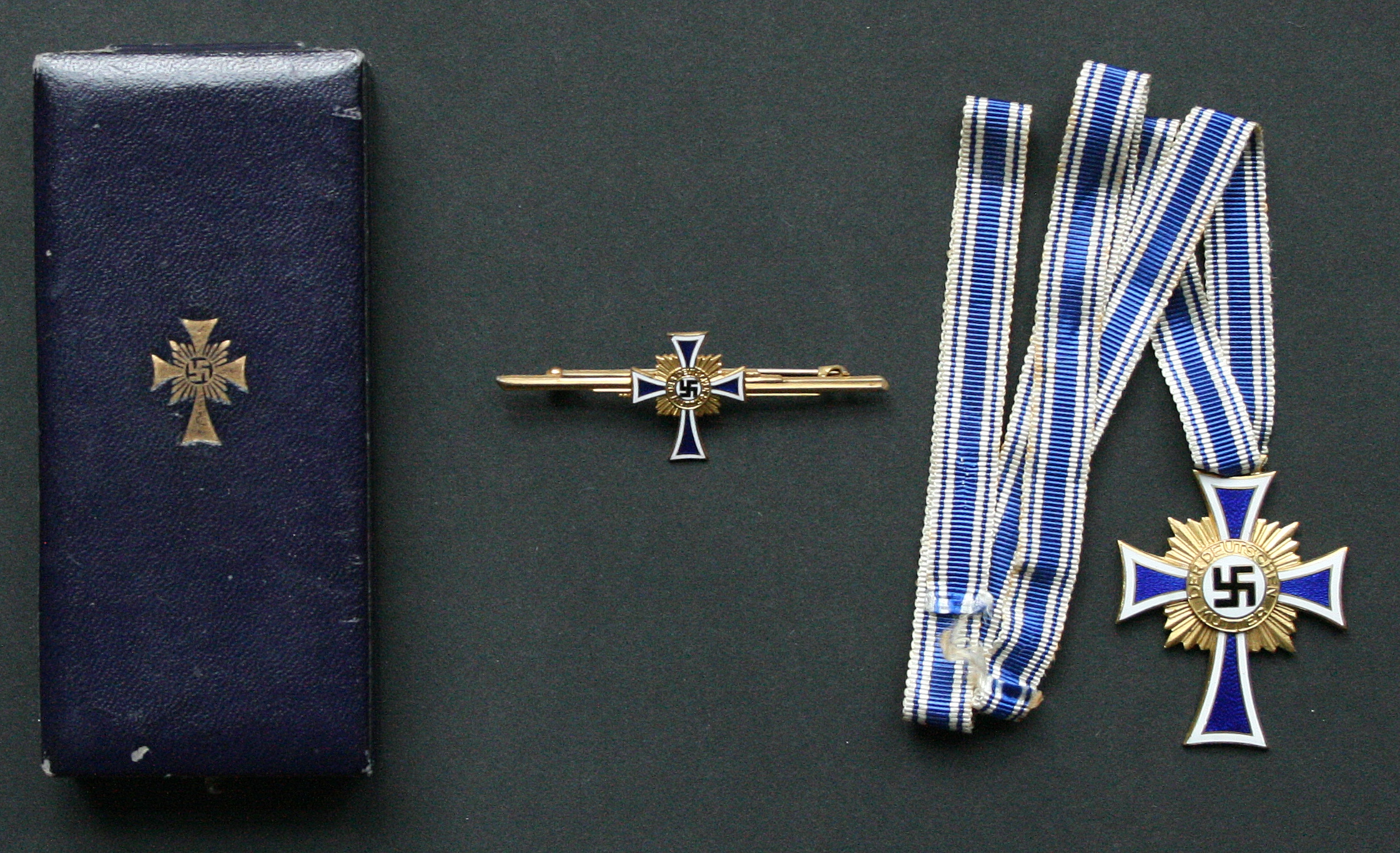
Mutterkreuz der 1. Stufe in Gold mit Spange und Schatulle
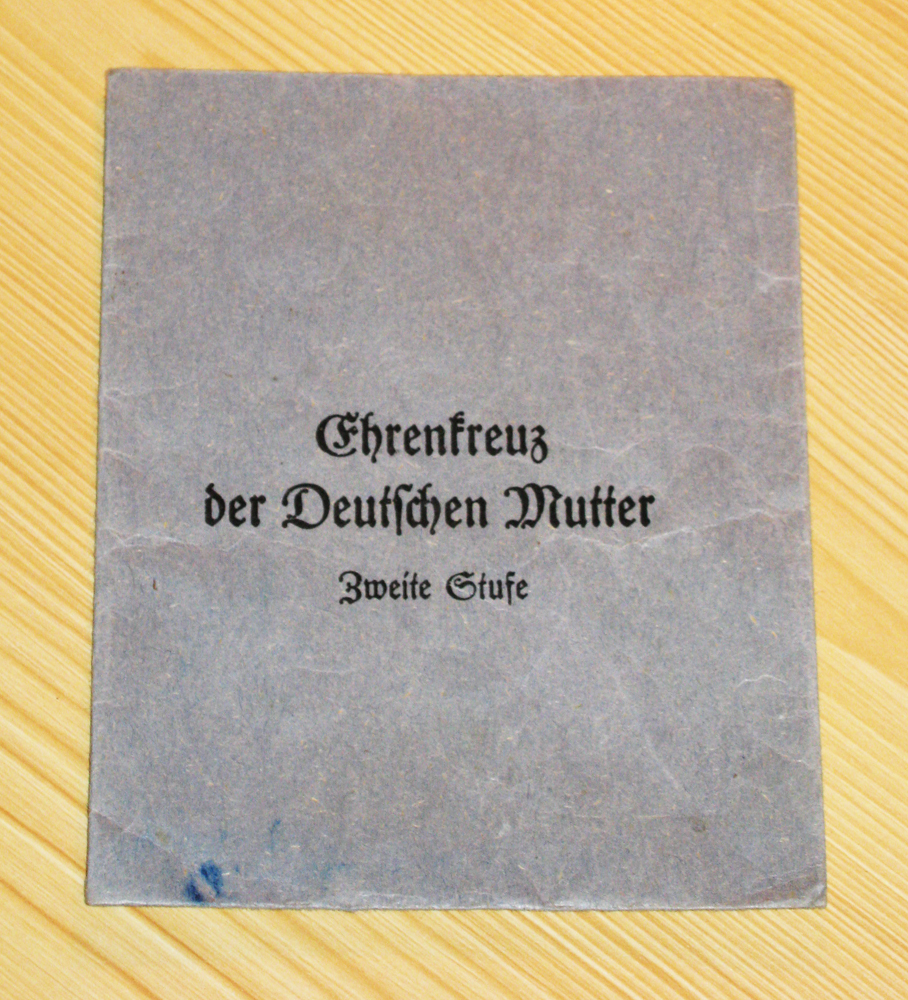
Verleihungstüte zur 2. Stufe
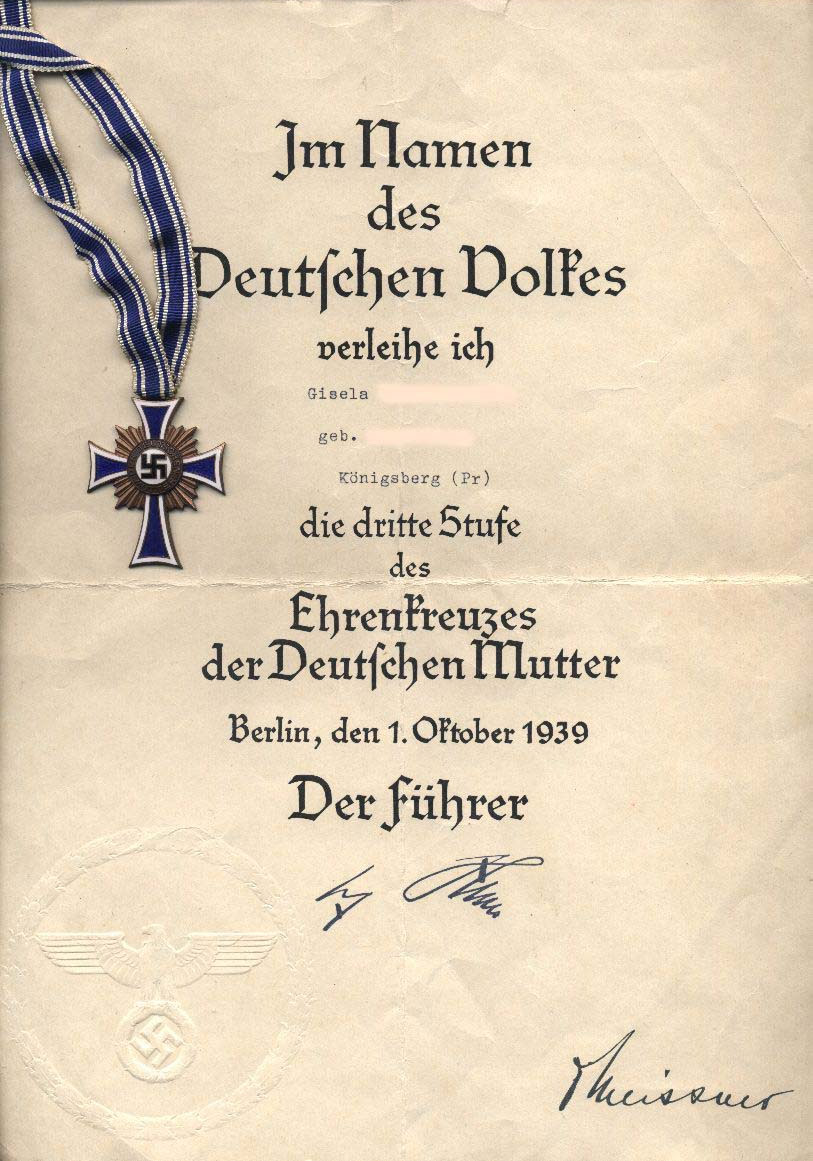
Mutterkreuz der 3. Stufe in Bronze mit dazugehöriger Verleihungsurkunde
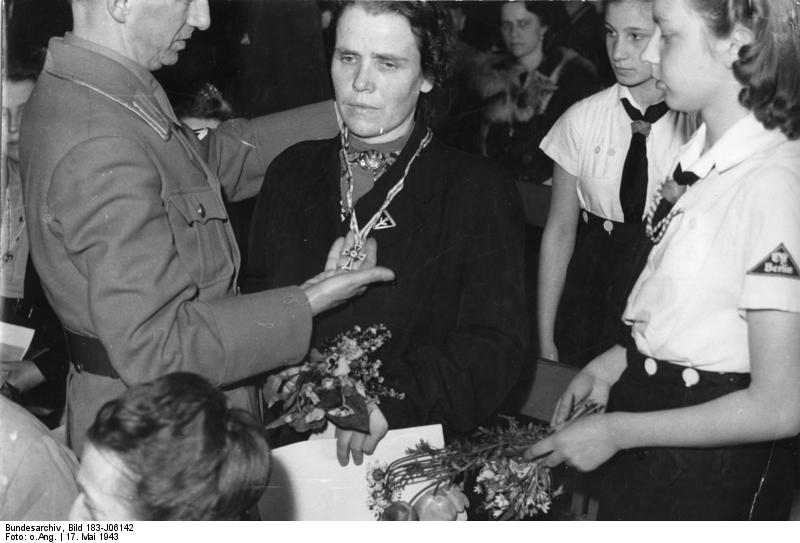
Verleihung des Mutterkreuzes durch Parteifunktionäre und Bund Deutscher Mädel (BDM)
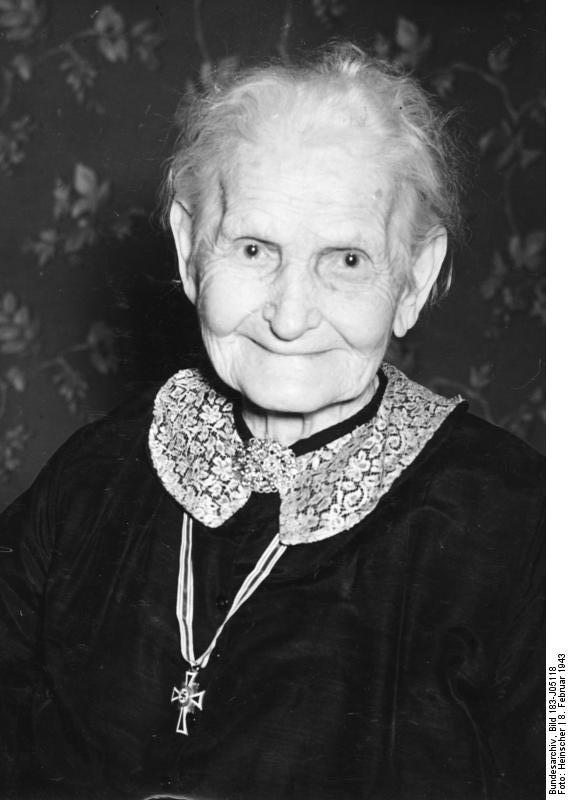
Ehrung der Berlinerin Hedwig Rohde mit dem Ehrenkreuz der Mutter in Gold an ihrem 100. Geburtstag
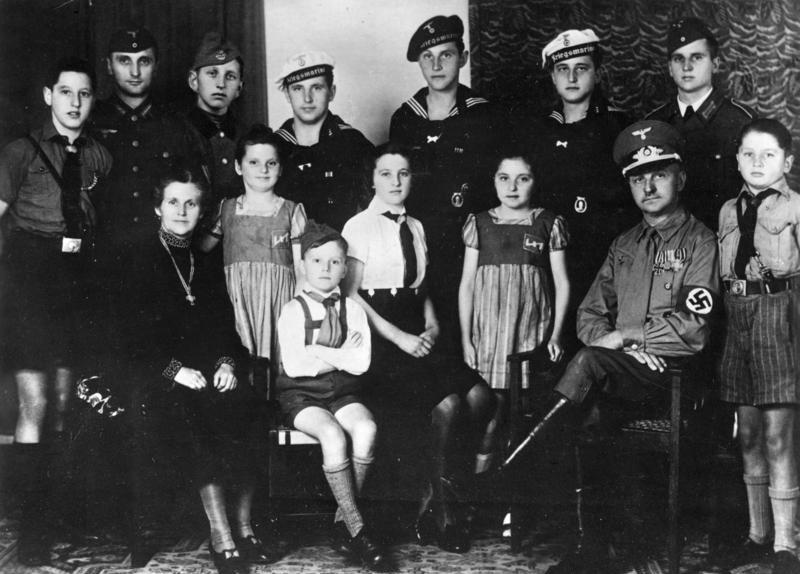
NS-Leiter Reichel mit Frau (goldenes Mutterkreuz) und Kindern 1943

### Form, Trageweise und Beschaffenheit des Ehrenkreuzes

#### Form
Das Ehrenkreuz der Mutter bestand aus einem schmalen, blau emaillierten Langkreuz mit weißem Rand, das mittig mit einer ebenfalls weißen Scheibe belegt war. Diese zeigte mittig ein schwarzes Hakenkreuz mit der Umschrift: „DER DEUTSCHEN MUTTER“. Aus den Winkeln des Ehrenkreuzes gingen metallene Strahlenbündel hervor. Während die Vorderseite stets gleich blieb, wurde die Rückseite des Kreuzes variiert:
- 1. Variante: „Das Kind adelt die Mutter“ und der Namenszug „Adolf Hitler“.[9]
- 2. Variante: „16. Dezember 1938“ (Stiftungsdatum) und der Namenszug Hitlers.

#### Trageweise
Das Ehrenkreuz wurde dabei an einem blauen, weiß-blau-weiß geränderten Band um den Hals der Trägerin getragen.

#### Beschaffenheit
Die Metallteile des Ehrenkreuzes waren entsprechend der verliehenen
- 3. Stufe bronzegetönt
- 2. Stufe versilbert und bei der
- 1. Stufe vergoldet[11]

Die Beliehene erhielt mit Aushändigung des Ehrenkreuzes ein Besitzzeugnis, mit Faksimile-Unterschrift Hitlers und Gegenzeichnung des Chefs der Präsidialkanzlei. Das Ehrenkreuz selbst verblieb nach dem Tod der Beliehenen den Hinterbliebenen als Andenken.

## Durchführungsverordnung
Die ebenfalls am 16. Dezember 1938 erlassene Durchführungsbestimmung zum Ehrenkreuz der Mutter sah hinzukommend vor:

### Vorschläge auf Verleihung
Die Vorschläge auf Verleihung des Ehrenkreuzes waren vom Bürgermeister von Amts wegen aufzustellen oder auf Antrag des Ortsgruppenleiters der NSDAP. Ferner waren antragsberechtigt der „Kreiswart des Reichsbundes der Kinderreichen“, in dessen Bereich die zu Beleihende ihren Wohnsitz innehatte. Der Bürgermeister legte sodann die Vorschläge der unteren zuständigen Verwaltungsbehörde vor. Diese holte sogleich eine gutachtliche Äußerung des zuständigen Gesundheitsamtes der Mutter ein um anschließend im Einvernehmen mit dem Kreisleiter der NSDAP die Verleihungsanträge zu fertigen. In nicht kreisangehörigen Gemeinden war die gutachterliche Äußerung des Gesundheitsamtes sowie das Einvernehmen des Kreisleiters unmittelbar vom Bürgermeister herbeizuführen. Etwa fünf Prozent der Vorschläge wurden nach der Begutachtung durch Ärzte und Fürsorgerinnen zurückgezogen. Die untere Verwaltungsbehörde stellte in weiterer Folge dann die Vorschläge listenmäßig zusammen und reichte sie der höheren Verwaltungsbehörde weiter, die diese dann monatlich zum Monatsende der Präsidialkanzlei der Ordenskanzlei weiterleitete.

### Aushändigung des Ehrenkreuzes
Die Aushändigung des Mutterkreuzes war im gesamten Deutschen Reich einheitlich geregelt. So wurde es jeweils am Muttertag durch den Ortsgruppenleiter der NSDAP, dem zuvor die Ehrenkreuze und Besitzurkunden durch die untere Verwaltungsbehörde zugeleitet worden waren, in einem festlichen Akt verliehen. Die Aushändigung des Ehrenkreuzes erfolgte üblicherweise in einer blau gehaltenen Schachtel bzw. in einer einfachen Papiertüte oder aber auch öffentlichkeitswirksam direkt durch den Ortsgruppenleiter.

### Entziehung des Ehrenkreuzes
Unter bestimmten Umständen konnte das Mutterkreuz durch den Reichsminister des Innern auch wieder entzogen werden, und zwar in jenen Fällen, in denen sich die Trägerin „unwürdig“ verhielt, wobei dieser Begriff stark gedehnt wurde. Als unwürdiges Verhalten galt zum Beispiel die Liebesbeziehung zu einem Kriegsgefangenen oder Zwangsarbeiter.

## Verleihungszahlen
Die erste Verleihung nach Stiftung des Ehrenkreuzes im Jahr 1938 fand am 21. Mai 1939 statt. Erste Empfängerin war die 61-jährige Louise Weidenfeller aus München († 1948), die insgesamt acht Kinder geboren hatte.
Wegen der bei der anfänglichen Planung nicht erwarteten hohen Anzahl von 5,5 Millionen Ehrenkreuzen wurden bei dieser ersten Verleihung nur solche Mütter ausgezeichnet, die bereits älter als 60 Jahre waren. So erhielten das Ehrenkreuz insgesamt ca. drei Millionen Mütter. Die übrigen Frauen erhielten es beim Erntedankfest desselben Jahres. Bis September 1941 hatten 4,7 Millionen Frauen das Mutterkreuz erhalten. Diese Zahl stieg in den folgenden Jahren nur noch moderat. Weitere Verleihungszahlen sind nicht belegbar; andere Schätzungen gehen von über 10 Millionen aus.

## Verfassungsfeindliches Abzeichen
Das Ehrenkreuz der Deutschen Mutter gehört zu den nationalsozialistischen Auszeichnungen, deren Führung in der Bundesrepublik Deutschland nach dem Gesetz über Titel, Orden und Ehrenzeichen vom 26. Juli 1957 in keiner Form zulässig ist.